# Corrida de velocidade (atletismo)

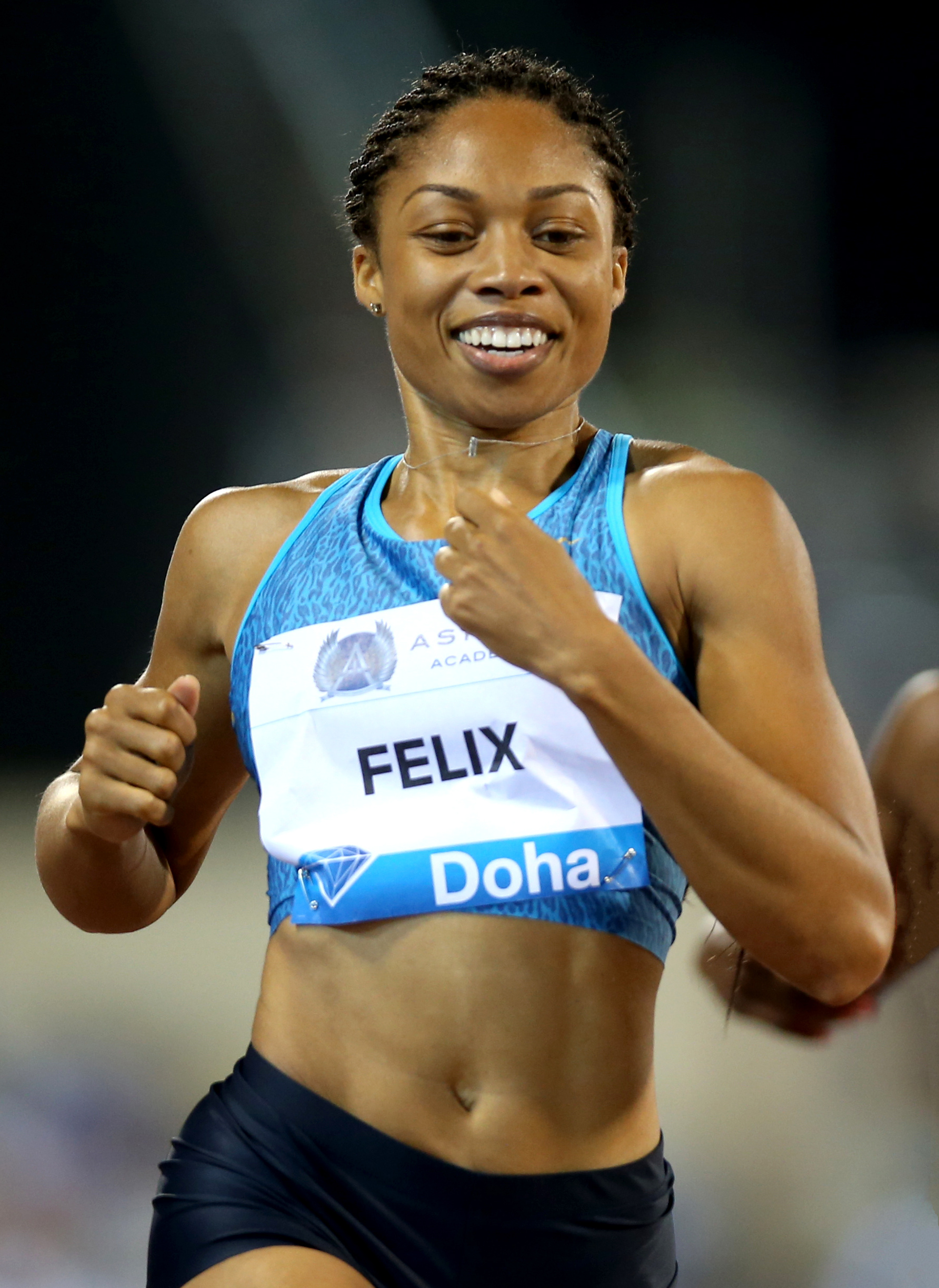
Allyson Felix, Medalhista em diversas competições.

Corrida de velocidade (por vezes mencionada em inglês, sprint), é uma modalidade de atletismo que consiste em realizar uma corrida o mais rápido possível por uma distância curta pré-determinada.
As corridas de velocidade estão entre as mais antigas competições desportivas, presentes, inclusive, nos Jogos Olímpicos da Antiguidade. Naquela época, o desporto fez parte das 13 primeiras edições dos jogos e consistia em apenas um evento, realizado a partir de uma extremidade de um estádio até a outra. Nos Jogos Olímpicos Modernos e campeonatos mundiais, existem três tipos de provas de velocidade em pista aberta: 100 metros, 200 metros e 400 metros.
Por causa da fisiologia humana um corredor não consegue manter sua velocidade máxima por mais do que 30 a 35 segundos devido à depleção de fosfocreatina armazenada nos músculos, em resultado da glicólise anaeróbica.

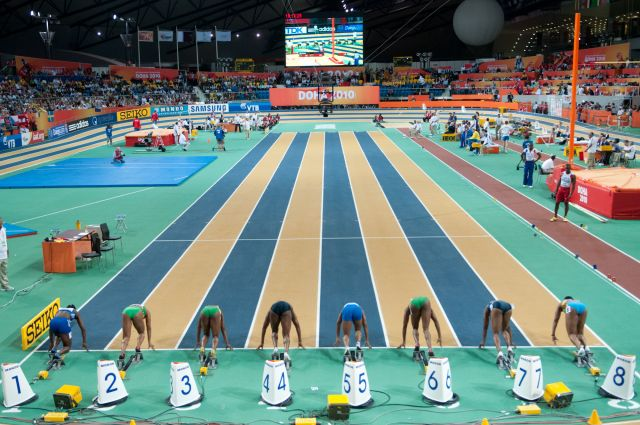
Mulheres em início de competição de 60 m no Campeonato Mundial de Atletismo em Pista Coberta